# Arnór Smárason
Arnór Smárason (Akranes, 7 settembre 1988) è un calciatore islandese, centrocampista o attaccante dell'ÍA Akraness.

## Palmarès
- Coppa dei Paesi Bassi: 1

Heerenveen: 2008-2009
- 1. Division: 1

Esbjerg: 2011-2012
- Coppa di Danimarca: 1

Esbjerg: 2012-2013